# コビトカイマン属
コビトカイマン属（コビトカイマンぞく、Paleosuchus）は、爬虫綱ワニ目アリゲーター科に含まれる属。別名ムカシカイマン属。

## 分布
南アメリカ大陸のアマゾン川、オリノコ川流域、パラナ川上流域

## 形態
最大種はブラジルカイマンで最大全長2メートル以上、最小種はコビトカイマンで最大全長172センチメートル。鱗板内には骨質板が発達し、外敵に対して身を防いでいると考えられている。
前頭骨と頭頂骨の正中癒合は不完全。眼窩は突出しない。
上瞼が一重。

## 分類
ワニ目内でも原始的な分類群と考えられている。属名Paleosuchusは「昔のワニ」の意で、原始的特徴を残した形態に由来すると考えられている。形態は白亜紀前期の化石種に類似するもののより古く、ワニ目が出現した三畳紀の化石種の特徴を残しているとされる。
- Paleosuchus palpebrosus　コビトカイマン
- Paleosuchus trigonuatus　ブラジルカイマン

## 生態
森林内の細流に生息する。魚類、甲殻類、爬虫類（ヘビ）、哺乳類（齧歯類）などを食べる。

## 画像

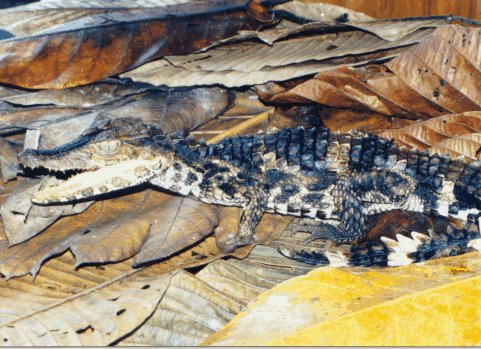
ブラジルカイマン P. trigonuatus